# ŽNK Libertas
ŽNK Libertas, ženski je nogometni klub iz Dubrovnika.

## Povijest
Ženski nogometni klub Libertas osnovan je 2005. godine. Igrale su u 1. HNLŽ u sezoni 2006./07.